# Legend of the Five Rings
Legend of the Five Rings ou L5R (No Brasil: Lenda dos Cinco Anéis) é um jogo de cartas colecionáveis criado por John Wick e publicado pela Alderac Entertainment Group 1995.  Baseado em diversas culturas orientais, o jogo se baseia num mundo fantástico povoado por clãs de samurais e criaturas sobrenaturais. O nome é derivado do título de um famoso livro de estratégia do Japão, O Livro dos Cinco Anéis do samurai Miyamoto Musashi (1643).
O cenário envolve principalmente o império fictício de Rokugan, embora algumas áreas e culturas adicionais foram discutidos. Rokugan é baseado no Japão feudal com influências de outras culturas do leste asiático, como China, Mongólia, Coreia e Vietnã.
Em pouco tempo o jogo deu origem a um RPG baseado no mesmo cenário. A maior diferença para outros Jogos de cartas colecionáveis é a evolução da história do jogo, onde muitas das decisões que influenciam o cenário são tomadas pelos próprios jogadores na forma de prêmios para vitórias em torneios oficiais. O jogo possui muitas estratégias e diversos objetivos, existem quatro diferentes maneiras de vencer o jogo e cada jogador escolhe um dos clãs para representar e têm de montar dois decks diferentes para jogar uma partida.
Legend of the Five Rings, também foi o "cenário de campanha de destaque" da expansão Oriental Adventures para a terceira edição do Dungeons & Dragons, embora este livro já esteja fora de catálogo.
Em 2015, foi anunciada a compra da franquia pela Fantasy Flight Games

## Histórico
Alderac Entertainment Group (AEG), em parceria com Isomedia, primeiro criou e publicou o jogo de cartas colecionáveis Legend of the Five Rings em 1995. Eventualmente, tornou-se óbvio que Legend of the Five Rings beneficiariam muito do tipo de promoção, marketing e produção, o que custaria muito dinheiro . Algumas dos integrantes originais da AEG e da Isomedia encontraram investidores interessados e formaram a Five Rings Publishing Group (FRPG), que comprou a franquia. A FRPG assumiu a produção e comercialização, enquanto AEG continuou a projetar o jogo. Em 1997, AEG publicou um RPG baseado Legend of the Five Rings.
O jogo teve uma primeira edição em 1997 (apresentado em um único livro) para o sistema  Roll & Keep (R&K), que usa dados de 10 lados, O jogo ganho como o melhor RPG de 1997 pelo  Origins Awards.
Ainda em 1997, FRPG foi comprada pela Wizards of the Coast, a mesma equipe criativa continuou o trabalho em Legend of the Five Rings, AEG continuou publicando o RPG, e a Wizards começou a publicar o jogo de cartas. Em 1999, Legend of the Five Rings, a Hasbro adquriu a Wizards  (no entanto, Wizards continuou sob o seu nome original). As licenças anteriores ainda estavam em vigor, de modo que as mudanças para os jogos e as equipes de desenvolvimento, como resultado foram imperceptível. Em 2001, a Wizards of the Coast publicou a segunda versão de Oriental Adventures (originalmente, um suplemento para Advanced Dungeons & Dragons lançado em 1985) para a terceira edição de Dungeons and Dragon, escrito por James Wyatt, o suplemento altera o cenário original, Kara-Tur para Rokugan, e atualiza para o sistema d20.
No final de 2000, no entanto, a especulação sobre o futuro da franquia - especialmente o RPG - era incerta, durante uma série de decisões que contrariam a liderança na Wizards, a Hasbro decidiu vender Legend of the Five Rings, que voltou para a AEG. Em 2005 AEG lançou a terceira edição, novamente  para o sistema R&K,  foram publicados livros para os dois sistemas, R&K e D20.  a quarta edição foi publicada em 2010, dessa vez, não foram mais livros usadas as regras do sistema d20.
Em 11 de setembro, 2015, AEG e a Fantasy Flight Games anunciaram conjuntamente que a propriedade intelectual tinha sido vendido a Fantasy Flight Games. Uma nova versão do jogo de cartas será lançado em 2017.

## No Brasil
O jogo de cartas colecionáveis permanece inédito no país, A Devir Livraria publicou em 2005, a segunda edição de Oriental Adventures com o título "Aventuras Orientais". Em 2013, a editora Tecnofantasy lançou projetos de financiamento coletivo para a publicação do RPG de Legend of the Five Rings da Alderac Entertainment Group, nos sites idea.me e Catarse.me, contudo, os projetos não conseguiram atingir as metas. Em 2014, a  New Order Editora anunciou que adquiriu a licença do jogo, publicando em abril do ano seguinte.